# Walter Quesada
Walter Quesada Cordero (9 de maio de 1970) é um árbitro de futebol da Costa Rica. Integra o quadro da FIFA desde 2001.
Participou em cinco edições da Copa Ouro da CONCACAF a partir de 2005. Também esteve na Copa América de 2011.